# Hexoplon eximium
Hexoplon eximium là một loài bọ cánh cứng trong họ Cerambycidae.